# Rio Parnaso
O rio Parnaso é um curso de água que nasce no estado de Pernambuco, no Brasil.
O termo refere-se ao monte Parnaso, na Grécia.